# Yoshi Kajiro
Yoshi Kajiro (上代淑 Kajiro Yoshi?) (Matsuyama, 1871-noviembre de 1959) fue una educadora japonesa que dedicó gran parte de su vida a mejorar la educación de las mujeres en Japón. A lo largo de su carrera, desempeñó un papel clave en el desarrollo de las escuelas secundarias femeninas y en la educación privada para mujeres en el país. Fue reconocida por su capacidad para integrar valores cristianos en la enseñanza y por su constante lucha por el avance de la educación femenina, especialmente en una época en que el acceso a la educación para las mujeres estaba en sus primeras etapas de expansión.
Además de su exitosa carrera como educadora, Kajiro es recordada por su resiliencia. A pesar de los bombardeos durante la Segunda Guerra Mundial, que destruyeron la escuela que había dirigido durante casi tres décadas, logró reconstruirla en 1945, asegurando la continuidad de su legado educativo. Su influencia perdura con la existencia de un museo en la Universidad Sanyo Gakuen que celebra su vida y sus logros.

## Biografía

### Primeros años y educación
Perteneciente a una familia de samuráis, el padre de Kajiro se trasladó a Osaka después de la Restauración Meiji y se convirtió en pastor cristiano. Fue en este contexto que Kajiro fue bautizada y comenzó su educación en la Escuela de Niñas Baika, donde se formó en un ambiente educativo cristiano que más tarde influiría en su propio enfoque pedagógico.
En 1889, Kajiro se unió a la Escuela de Niñas Sanyo Eiwa como docente. En 1893, aprovechó la oportunidad para viajar a Estados Unidos, donde se matriculó en el Mount Holyoke College. Allí obtuvo su título de bachiller universitario en ciencias en 1897, una experiencia que amplió su visión sobre la educación para mujeres y la preparación profesional en un contexto internacional.

### Carrera profesional
Tras completar sus estudios en el extranjero, Kajiro regresó a Japón y continuó su labor docente en la Escuela de Niñas Sanyo Eiwa. En 1908, fue nombrada directora de la institución, un cargo en el que implementó un enfoque educativo moderno basado en los valores cristianos. Su liderazgo transformó la escuela en un referente de la educación femenina en Japón.
A lo largo de su carrera, Kajiro fue reconocida por su enfoque progresista y por ser una defensora incansable de la educación privada para mujeres. Fue directora de la escuela durante veintiocho años, logrando que la institución creciera y se destacara por su enfoque en la formación integral de las estudiantes.

## Premios y reconocimientos
Kajiro fue galardonada con la medalla de la Orden del Sagrado Tesoro, sexto grado, en 1924, por su contribución al desarrollo de la educación en Japón. En 1925, se convirtió en la primera japonesa en recibir la distinción Phi Beta Kappa, un honor académico estadounidense prestigioso que reconocía su compromiso con la educación. Además, en su honor, exalumnas de la escuela le construyeron una casa, testimonio de su profunda influencia en sus vidas y de su respeto por la educadora.
Tras la Segunda Guerra Mundial, y a pesar de los devastadores bombardeos que destruyeron la escuela, Kajiro demostró su resiliencia al reconstruirla en 1945. Continuó siendo directora hasta su muerte en 1959, dejando un legado duradero en la Universidad Sanyo Gakuen y en la educación femenina de Japón.